# توشيو ميازاكي
توشيو ميازاكي (باليابانية: 宮崎俊男؛ بالكانا: みやざき としお) هو عسكري ياباني، ولد في 18 أكتوبر 1899 في هيوغو في اليابان، وتوفي في 7 أبريل 1965.